# Ronselarebeek
El Ronselarebeek és un curs d'aigua que desguassa els pòlders de Koolkerke, Dudzele i Oosterke. Neix a Koolkerke i desemboca al Leopoldkanaal en passar primer per un sifò sota l'Schipdonkkanaal, a la frontera entre Bruges (Dudzele) i Oostkerke (Damme).
Es tracta d'un antic priel (una rasa natural, fet per la marea) que des del segle x es va canalitzar quan es van assecar els pòlders per guanyar terra fèrtil al mar. Fins al 2003 només desguassava al canal mitjançant una resclosa de desguàs, obert a baixamar. Tot i les multiples intervencions humanes al llarg de la seva història, es considera com un curs d'aigua natural.
L'expansió del port de Zeebrugge va trencar molts cursos d'aigua seminaturals, i va caldre construir una estació de bombatge d'emergència cap a l'Schipdonkkanaal que completa el desguàs per gravetat cap al Leopoldkanaal. S'hi va afegir un pas de peix particularment adaptat a l'anguilla. Aquesta estació a més permet mantenir un nivell d'aigua que fa un equilibri entre les necessitats de l'agricultura i les de la protecció de la natura. A costat de l'estació es va excavar una «bassa d'espera». Es va aprofitar la reforma per crear llocs de fresa per als peixos.

## El nom
L'esment mes antic Rondsaertader («vena de Rondsaert», nom del qual la primera part Rondsaert és probablement un antròponim) data del 1259, un canal seminatural que desguassava al Zwin, l'estuari del Reie. El nomenclator actual utilitza l'ortografia Ronselarestraat per al carrer, el servei del patrimoni del govern de Flandes utilitza l'ortografia Ronselarebeek. Altres fonts i plafons al curs del riuet utilitzen l'ortografia antiguitzant Ronselaerebeek. També li han dedicat al barri de Sint-Jozef de Bruges un carrer amb encara una altra ortografia: Rontsaardbekestraat.

## Afluent
A més d'un sèrie de recs de desguàs sense nom, és alimentat per l'Eivoordebeek.